# Anagrus sensillatus
Anagrus sensillatus är en stekelart som beskrevs av Gennaro Viggiani och Riccardo Jesu 1995. Anagrus sensillatus ingår i släktet Anagrus och familjen dvärgsteklar. Inga underarter finns listade i Catalogue of Life.